# وكب قزم
الوَكِب القزم (بالإنجليزية: dwarf bilberry)‏ هو نوع نبات من الفصيلة الخلنجية، يكثر في أمريكا الشمالية. له ثمار زرقاء مأكولة.